# FK Klaipeda
El FK Klaipeda fue un equipo de fútbol de Lituania que alguna vez jugó en la A Lyga, la primera división de fútbol en el país.

## Historia
Fue fundado en el año 2005 en la ciudad de Klaipeda con el nombre Glestum, y debutaron en la 4 Lyga en 2006, logrando en 2009 el ascenso a la 1 Lyga a pesar de terminar en quinto lugar entre 7 equipos.
En 2010 cambia su nombre por el de Klaipeda terminando en octavo lugar entre 11 equipos, pero en la temporada 2011 logran jugar en la A Lyga, en donde son relegados a la 1 Lyga por fallar con el permiso de la Federación Lituana de Fútbol para jugar en la primera división, por lo que el club desaparece en 2012 a causa de la popularidad que comenzaba a tener el FK Klaipedos Granitas.

## Entrenadores
- Rimantas Skersys (2010)
- Luis Antonio Fereira (2011–2012)